# Clyzomedus fastidiosus
Clyzomedus fastidiosus är en skalbaggsart. Clyzomedus fastidiosus ingår i släktet Clyzomedus och familjen långhorningar.

## Underarter
Arten delas in i följande underarter:
- C. f. fastidiosus
- C. f. philippinensis
- C. f. toekanensis